# Daniel Havel
Daniel Havel (Praga, 10 de agosto de 1991) é um canoísta checo especialista em provas de velocidade.

## Carreira
Foi vencedor da medalha de bronze em K-4 1000 m em Londres 2012, junto com os seus colegas de equipa Lukáš Trefil, Josef Dostál e Jan Štĕrba. Nos Jogos Olímpicos Rio 2016 a mesma equipe repetiu o bronze olímpico.